# 尾藤頼景
尾藤 頼景（びとう よりかげ）は、鎌倉時代中期の武士。北条氏得宗家被官である御内人。
諱（名前）について、『尊卑分脈』の尾藤氏系図では景頼（かげより、通称：左兵衛）とするが、「頼」が鎌倉幕府第5代執権・北条時頼の偏諱と考えられるために、他の系図に掲載の「頼景」であった可能性が高いとされる。
実際に時頼の代には、『吾妻鏡』建長2年（1250年）正月一日条「尾藤兵衛尉」、同4年（1252年）正月一日条「尾藤二郎」、康元元年（1256年）正月三日条「尾藤次郎兵衛尉」として垸飯引出物の馬引役を務めた人物が確認され、通称名から頼景であるとされる。これ以外に頼景の活動は史料上で確認できず、父・景氏や息子・時綱（演心）に比べると目立った活動は無かったようである。